# Боярыня Вера Шелога
«Боя́рыня Ве́ра Шело́га» — одноактная опера Николая Римского-Корсакова. Написана в 1898 году, соч. 54. Либретто составлено композитором при участии Всеволода Крестовского и Модеста Мусоргского по первому действию пьесы Льва Мея «Псковитянка». Может исполняться и как самостоятельное произведение, и в качестве пролога к опере Римского-Корсакова «Псковитянка» (написанной по остальным четырём действиям драмы Мея).
Существует переложение оперы для фортепиано и голосов, сделанное женой композитора Надеждой Римской-Корсаковой.

## История создания
Некоторые музыкальные фрагменты, вошедшие в «Боярыню Веру Шелогу», были созданы композитором ещё до того, как возник замысел всей оперы. Так, колыбельная Веры появилась в 1866 году в качестве отдельного романса для голоса и фортепиано («Колыбельная песня (из драмы „Псковитянка“)», соч. 2.3). Центральный раздел оперы — рассказ Веры — и концовка были вчерне набросаны для не доведённой до конца второй редакции «Псковитянки» (1876—1878). В рассказе про дорогу к Печерскому монастырю повторно использована музыка из последнего действия «Псковитянки», где около этого монастыря появляется уже Ольга.
Первая постановка состоялась в Москве в театре Солодовникова 27 декабря 1898 года. Премьерный состав: Боярин Шелога — Николай Мутин, Вера — Софья Гладкая, Надежда — Евдокия Стефанович, Токмаков — Антон Бедлевич, Власьевна — Варвара Страхова; дирижёр — Иосиф Труффи.
Далее опера ставилась в Петербурге (1899), в Москве на сцене Большого театра (вместе со «Псковитянкой», 1901), на сцене Мариинского театра (также вместе со «Псковитянкой», 1903).

## Действующие лица
- Боярин Иван Семёнович Шелога — бас
- Вера Дмитриевна, жена его — сопрано
- Надежда Насонова, сестра Веры — меццо-сопрано
- Князь Юрий Иванович Токмаков — баритон или бас
- Власьевна, мамка Надежды — контральто

Партия Токмакова состоит из одного только слова «Здоро́во!», которое он поёт одновременно с Иваном Шелогой.

## Сюжет
Действие происходит в 1555 году во Пскове.
Муж Веры, боярин Иван Шелога, уехал на войну. В его отсутствие Вера родила дочь Ольгу. Не в силах скрывать тайну, Вера признаётся своей сестре Надежде, что ребёнок — не от мужа; отец Ольги — (не названный в опере по имени) царь Иван Грозный, охотившийся во псковских лесах.
Возвращается Иван Шелога вместе с женихом Надежды, князем Токмаковым. На вопрос о том, чей в доме ребёнок, Надежда, спасая сестру, в неожиданном порыве отвечает: «Мой!»

## Аудиозаписи
| Год  | Организация                             | Дирижёр       | Солисты | Издатель и каталожный номер                  | Примечания                                                                         |
| ---- | --------------------------------------- | ------------- | --- | -------------------------------------------- | ---------------------------------------------------------------------------------- |
| 1947 | Оркестр Большого театра                 | Семён Сахаров | Боярин Шелога — Владимир Гаврюшов, Вера — Софья Панова, Надежда — Елена Грибова, Власьевна — Мария Левина                                         |                                              | Возможно, записано вместе с «Псковитянкой». Увертюра к опере в записи отсутствует. |
| 1980 | Симфонический оркестр Болгарского радио | Стоян Ангелов | Боярин Шелога — Петер Бакарджиев, Вера — Стевка Евстатиева, Надежда — Александрина Милчева, Токмаков — Димитер Станчев, Власьевна — Стефка Минева | Balkatron BOA 10607; Harmonia Mundi HM B 152 |                                                                                    |
| 1985 | Оркестр Большого театра                 | Марк Эрмлер   | Боярин Шелога и Токмаков — Владимир Каримов, Вера — Тамара Милашкина, Надежда — Ольга Терюшнова, Власьевна — Нина Григорьева                      | Мелодия С10 24693 005 (1987)                 | MEL CD 10 02344 (2015)                                                             |

Источники: , 
- Увертюра отдельно: ГАСО СССР, дирижёр — Евгений Светланов. 1985 год.